# Salavas
Salavas is een gemeente in het Franse departement Ardèche (regio Auvergne-Rhône-Alpes) en telt 504 inwoners (1999). De plaats maakt deel uit van het arrondissement Largentière. Salavas ligt aan de Ardèche, een rivier in Frankrijk die ontspringt in het gelijknamige departement op een hoogte van ongeveer 1400 meter in het "Forêt de Mazan". Zij mondt bij Pont-Saint-Esprit op een hoogte van 50 meter uit in de Rhône. Tussen Ruoms en Saint-Martin-d'Ardèche meandert zij door de Gorges de l'Ardèche, een honderden meters diep kloofdal met indrukwekkende rotsformaties. Bekend is vooral de Pont d'Arc nabij Vallon-Pont-d'Arc en Salavas. Een door de natuur gecreëerde "boogbrug" over de rivier.

## Geografie
De oppervlakte van Salavas bedraagt 17,5 km², de bevolkingsdichtheid is 28,8 inwoners per km².

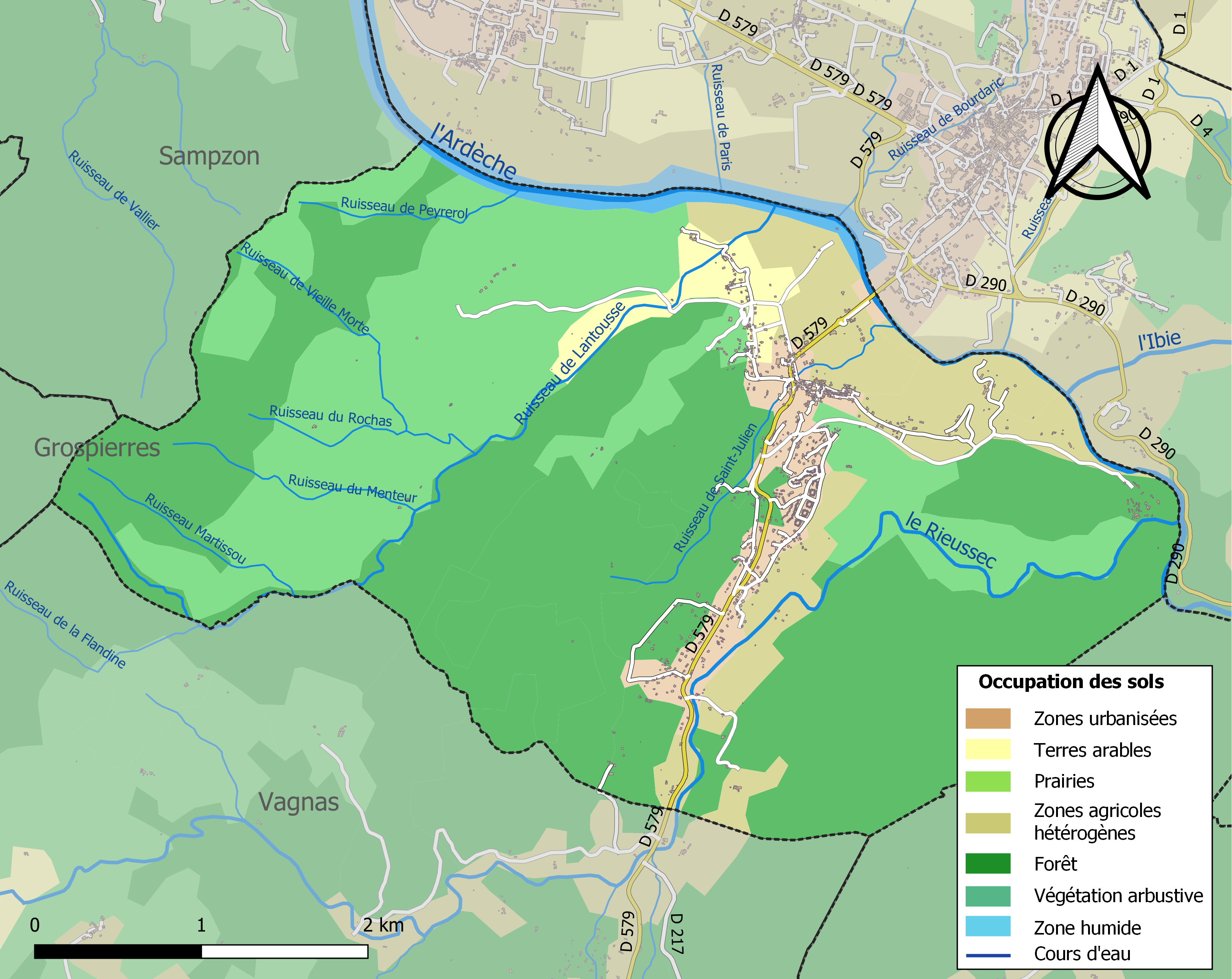
Kaart van de gemeente met belangrijkste infrastructuur, bodemgebruik en omliggende gemeenten

## Demografie
Onderstaande figuur toont het verloop van het inwonertal (bron: INSEE-tellingen).

Vanwege een beveiligingsprobleem met de MediaWiki Graph-software is het momenteel niet mogelijk deze grafiek weer te geven. Zodra de software is bijgewerkt zal de grafiek vanzelf weer zichtbaar worden.

## Afvaart van de Ardéche
Men kan een kano huren en vanaf hier de Ardéche afvaren.
- Afvaart van de Ardéche